# Obec

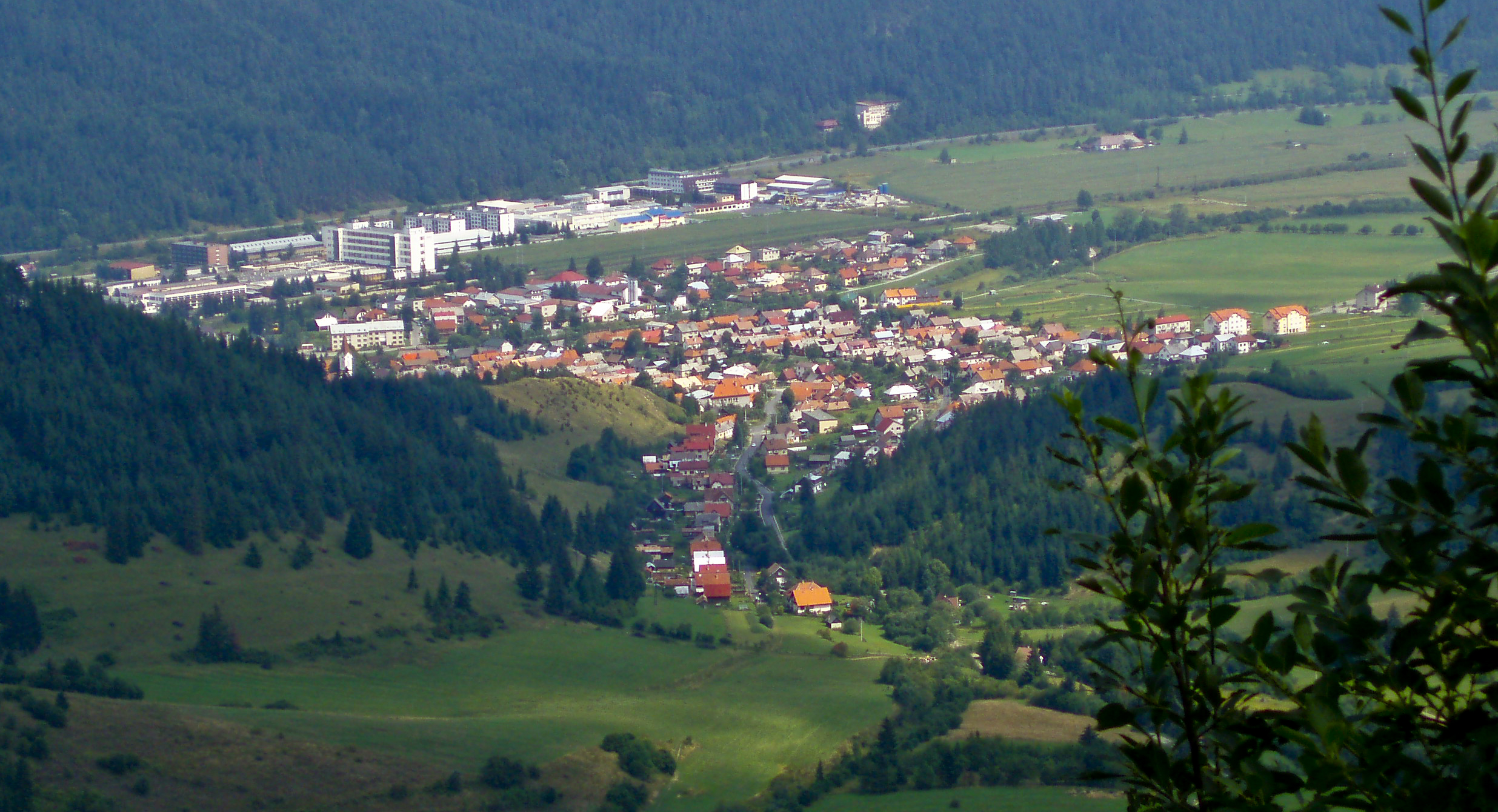
Obec

Obec, též municipalita (z lat. municipalis), je veřejnoprávní korporace, tedy právnická osoba, která je základní jednotkou veřejné správy, územní samosprávný celek základního stupně. 
V tomto smyslu je subjektem samosprávy a v různé míře, podle typu obce, také vykonavatelem státní správy. V některých zemích je obcí téměř každé město či vesnice, v jiných zemích je obvyklé, že obec je tvořena větším množstvím vesnic nebo že některé obce mohou být součástí města.

## Obec v Česku
V Česku základní definici obce obsahuje zákon o obcích: „Obec je základním územním samosprávným společenstvím občanů; tvoří územní celek, který je vymezen hranicí území obce.“ V lednu 2022 se v Česku nacházelo 6254 obcí a 4 vojenské újezdy, které jsou v některých případech (např. pro statistické účely) řazeny mezi obce.

## Obec v Polsku
V Polsku je obdobou obce gmina.

## Obec na Slovensku
Pojetí obce je obdobné jako v Česku.

## Obec v Anglii
V Anglii je obdobou obce civilní farnost.

## Obec v USA
V různých amerických státech je chápán pojem obec různě a je i různě označován.

### Stát New York
Ve státě New York se obec označuje slovem town a představuje správní oblast s vlastní samosprávou, která má na starost komunity bez vlastní samosprávy (hamlets) a městečka (villages) v ní začleněné. Obce mají blíže k okrsku, než ke klasickému městu nebo obci. Tyto obce mají většinou velmi velké rozlohy (desítky až stovky km²) a obsahují několik výše zmíněných osad a malých měst. Příkladem takové obce je např. obec Chester, v okrese Warren, na severu státu.